# William Sturgeon

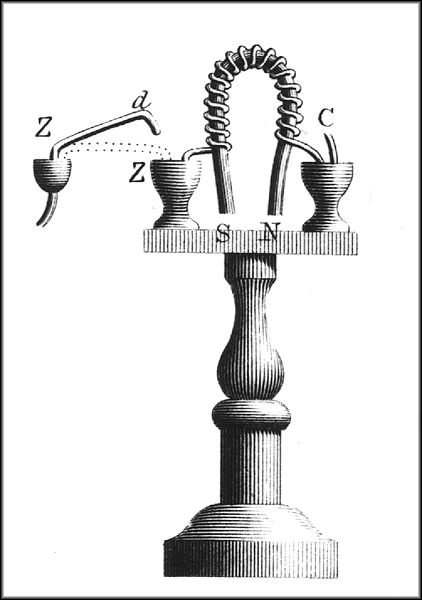
O primeiro eletroímã artificial, inventado por Sturgeon em 1824. Desenho original de Sturgeon de seu trabalho de 1824 para a British Royal Society of Arts, Manufactures, and Commerce. O imã era feito de 18 voltas de fio de cobre nu (o fio isolado ainda não havia sido inventado).

William Sturgeon (Whittington, 22 de maio de 1783 – 4 de dezembro de 1850) foi um físico e inventor inglês, que construiu os primeiros eletroímãs e inventou o primeiro motor elétrico inglês.

## Vida
Sturgeon nasceu em 22 de maio de 1783 em Whittington, perto de Carnforth, Lancashire, e tornou-se aprendiz de sapateiro.

## Carreira
Sturgeon se juntou ao exército em 1802 e aprendeu sozinho matemática e física. Em 1824, tornou-se lecturer de Ciências e Filosofia no Addiscombe Military Seminary da Companhia Britânica das Índias Orientais em Surrey, e no ano seguinte exibiu seu primeiro eletroímã. Ele mostrou sua força levantando nove libras com um pedaço de ferro enrolado com fio, através do qual uma corrente de uma única bateria foi enviada.
Em 1832, foi nomeado para o corpo docente da Galeria de Ciências Práticas de Adelaide, em Londres, onde demonstrou pela primeira vez o motor elétrico DC incorporando um comutador.
Em 1836, estabeleceu a revista Annals of Electricity, Magnetism e Chemistry, e no mesmo ano inventou um galvanômetro.
Sturgeon era um colaborador próximo de John Peter Gassiot e Charles Vincent Walker, e os três foram fundamentais na fundação da London Electrical Society, em 1837.
Em 1840, tornou-se superintendente da Royal Victoria Gallery for the Encouragement of Practical Science em Manchester. Formou um círculo social próximo com John Davies, um dos promotores da Galeria, e o estudante de Davies James Prescott Joule, um círculo que se estendeu para incluir Edward William Binney e o cirurgião John Leigh. A galeria fechou em 1842, e ele ganhou a vida com palestras e demonstrações.

## Morte e sepultamento
Sturgeon morreu aos 69 anos em Prestwich na Grande Manchester, no dia 4 de dezembro de 1850, uma quarta-feira. Está sepultado no adro da Church of St Mary the Virgin, Prestwich: é identificado em seu túmulo como "William Sturgeon - The Electrician".